# Ifrit
Ifrit (Ifrita kowaldi) är en säregen tätting med förekomst på Nya Guinea som utgör den egna familjen Ifritidae. Den är en av mycket få fågelarter som är giftiga.

## Kännetecken
Ifriten är en upp till 16,5 centimeter lång tätting. Den har gulbrun fjäderdräkt och en karakteristisk blå och svart hätta. Hanen har ett vitt streck bakom ögat som hos honan är dovt gult. Sången är dels en serie fem eller sex snabba vassa toner, dels en mera högljudd och musikalisk stigande och fallande ramsa med tonen av en gummianka.

## Utbredning och systematik
Ifrit förekommer endast på Nya Guinea. Den behandlas antingen som monotypisk eller delas in i två underarter med följande utbredning:
- Ifrita kowaldi brunnea – bergstrakter på västcentrala Nya Guinea
- Ifrita kowaldikowaldi – Central Highlands och bergstrakter på Huonhalvön

### Släktskap
Ifriten placeras som ensam art i släktet Ifrita. Länge placerades den i familjen monarker (Monarchidae), men DNA-studier visar att den utgör en egen utvecklingslinje och förs numera till den egna familjen Ifritidae.

## Levnadssätt
Fågeln hittas i mossiga bergsskogar på en höjd av 2000 till 2900 meter. Den födosöker utmed stammar och grenar på jakt efter insekter likt en nötväcka. Den lägger endast ett ägg i en tjockväggad boskål placerad tre till sex meter ovan mark.

## Giftighet
Ifriten är en av mycket få fågelarter som är giftiga. Giftet, batrachotoxin, kommer från skalbaggar (Choresine) som ingår i ifritens diet. Den som handhar fågeln kan känna av det i form av stickningar och domningar.

## Status och hot
Arten har ett stort utbredningsområde, men tros minska i antal, dock inte tillräckligt kraftigt för att den ska betraktas som hotad. Internationella naturvårdsunionen IUCN listar arten som livskraftig (LC).  Världspopulationen har inte uppskattats men den beskrivs som generellt ganska vanlig om än tunt utspridd på många platser.

## Namn
En ifrit är ett övernaturligt väsen i vissa arabiska sagor. Det vetenskapliga artnamnet kowaldi hedrar Karl (eller Charles) Adolph Kowald (död 1896), en tysk naturforskare, tolk, myndighetsperson och samlare av specimen på Nya Guinea.